# Stigmella divina
Stigmella divina là một loài bướm đêm thuộc họ Nepticulidae. Nó là loài duy nhất được tìm thấy ở phần phía tây của Kopet Dag mountains in Turkmenistan và the Central Anatolia và the Sivas province in Thổ Nhĩ Kỳ.
Con trưởng thành bay từ late tháng 6 đến tháng 8.